# Tramwaje w Bielsku-Białej
Tramwaje w Bielsku-Białej – system komunikacji tramwajowej działający w Bielsku-Białej w latach 1895–1971.
Pierwszą linię tramwaju elektrycznego na terenie dzisiejszego Bielska-Białej uruchomiono 11 grudnia 1895. Ówczesne Bielsko było drugim na ziemiach czeskich (po Cieplicach) oraz trzecim na terenie obecnej Polski (po Wrocławiu i Elblągu), w którym zaczął funkcjonować ten środek transportu. Biegła od Dworca Głównego do Cygańskiego Lasu, wokół którego rozwinęła się dzielnica wypoczynkowa. Zajezdnia znajdowała się przy dzisiejszej ul. Partyzantów (na wysokości kortów tenisowych w Parku Włókniarzy). W latach 50. XX wieku przygotowano projekt rozbudowy sieci tramwajowej. Z pięciu projektowanych linii powstała tylko jedna – od dworca do dzielnicy Aleksandrowice (końcowy przystanek w rejonie dzisiejszego węzła drogowego „Hulanka”). Linia nr „2” (linii do Cygańskiego Lasu nadano numer „1”) została otwarta 22 lipca 1951.
W latach 60. powszechna wówczas niechęć do „anachronicznej” komunikacji tramwajowej, niedoinwestowanie tramwajów oraz narastający ruch samochodowy spowodowały, że dalsze istnienie trakcji stanęło pod znakiem zapytania. Ostatecznie we wrześniu 1970 podjęto decyzję o likwidacji linii tramwajowych. Ostatni tramwaj zjechał do zajezdni 30 kwietnia 1971. Bielsko-Biała było ostatnim polskim miastem, które zlikwidowało sieć tramwajową w czasach PRL.

## Historia

### Powstanie pierwszej linii tramwajowej

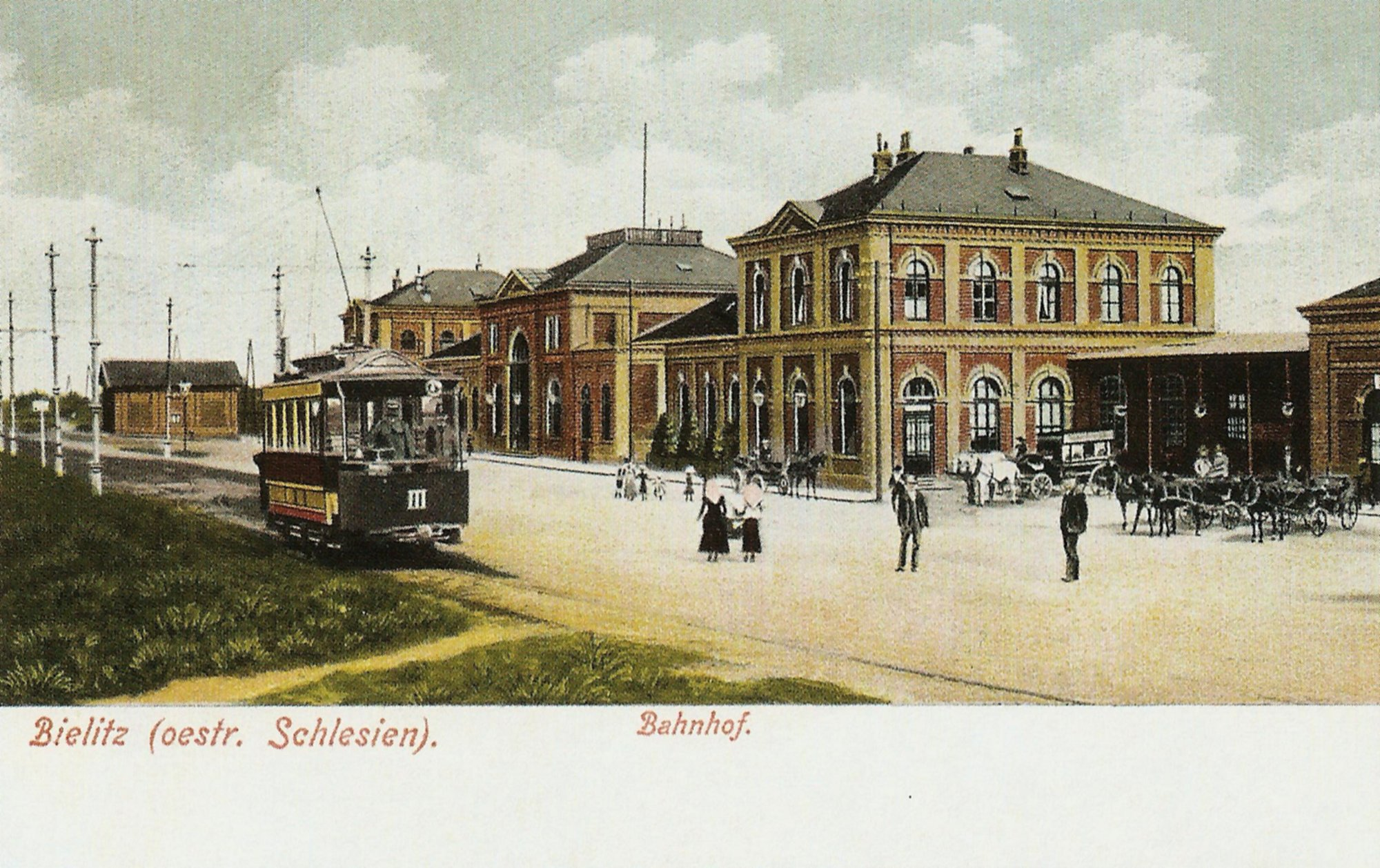
Tramwaj przed dworcem głównym, 1905

O potrzebie stworzenia komunikacji miejskiej w Bielsku mówiono powszechnie w ostatnich dwudziestu latach XIX stulecia. W 1884 bielska Rada Gminna rozważała pomysł budowy linii tramwajowej od dworca kolejowego do Cygańskiego Lasu. Teren ten był popularnym miejscem wypoczynku bielszczan oraz reprezentacyjną dzielnicą willową.
W 1893 została uruchomiona elektrownia miejska. Po uruchomieniu jeden z jej dyrektorów, Max Déri, oraz bielski radny Alois Bernaczik, wystąpili do władz o zgodę na budowę linii tramwajowej Dworzec kolejowy – Cygański Las. Inicjatorzy budowy tramwaju w październiku 1894 roku utworzyli Komitet Akcyjny Lokalnej Kolei Żelaznej. 7 lutego 1895 Gmina Miejska Bielsko zawarła z nim umowę, dotyczącą eksploatacji linii tramwajowej. 5 maja 1895 austriacki minister handlu udzielił koncesję na budowę i eksploatację tramwaju do 4 maja 1955 roku. Od razu rozpoczęto prace budowlane. Wzniesiono budynki remizy tramwajowej przy dzisiejszej ul. Partyzantów (Blichowa) oraz wybudowała drewnianą remizę i poczekalnię na końcowym przystanku w Cygańskim Lesie. Zakupiono tabor tramwajowy, który składał się z 5 wozów motorowych typu "Kummer" z Drezna, mogących jeździć w dwóch kierunkach (linia bielska nie posiadała końcowych pętli) oraz 2 wozów doczepnych z wytwórni w Grazu.
Pierwsza próbna jazda bielskiego tramwaju odbyła się 23 października 1895 i wypadła pomyślnie. Normalna eksploatacja taboru ruszyła 11 grudnia 1895.
Uruchomiona w Bielsku linia tramwajowa liczyła 4959 względnie 4960 metrów długości i była linią jednotorową, o prześwicie torów 1000 mm. Taki właśnie charakter utrzymała do końca swojego istnienia. Trakcja została wyposażona początkowo w 7 mijanek, z których 2 znajdowały się na końcówkach trasy, a także w 14 przystanków. Biegła trasą (dzisiejsze nazwy ulic): Dworzec kolejowy – 3 Maja – Zamkowa – 1 Maja – pl. Mickiewicza – Partyzantów – Kustronia – Olszówka – Cygański Las. Połowa przewozów odbywała się na linii Sparkasse (Kasa Oszczędności, obecnie plac Bolesława Chrobrego) – Cygański Las. Średnia prędkość jazdy ówczesnego tramwaju wynosiła 14 km/h. W 1908 wzniesiona została murowana remiza tramwajowa w Cygańskim Lesie.

### Uruchomienie przewozów towarowych
Sytuacja wojenna i potrzeby przemysłu bielskiego spowodowały powstanie w 1916 projektu uruchomienia tramwajowych przewozów towarowych do fabryk (zwłaszcza węgla), m.in. do rozbudowywanej elektrowni miejskiej. Przewozy te uruchomiono w styczniu 1920, budując w tym celu bocznicę kolejową, wyposażoną w odpowiedni dźwig do przenoszenia nadwozi węglarek na wózki tramwajowe.

### Tramwaje w okresie międzywojnia

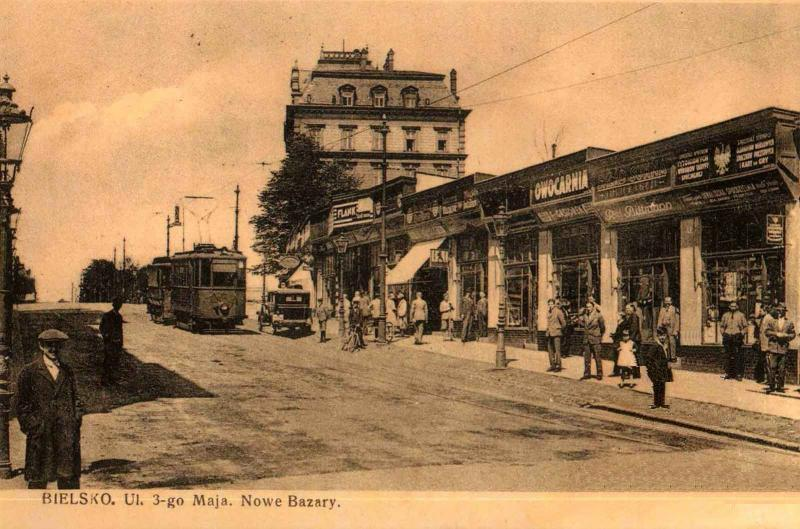
Tramwaje na ul. 3 Maja w latach 20. XX wieku

Po I wojnie światowej i przyłączeniu Bielska do Rzeczypospolitej (1920) sprawą kontrowersyjną stało się dotychczasowe niemieckie oblicze komunikacji tramwajowej w Bielsku. W 1924 doszło do poważnego konfliktu z władzami spółki na tle języka niemieckiego, którym wyłącznie posługiwała się obsługa tramwajowa, co wywoływało liczne awantury w pojazdach z pasażerami polskimi. Pomimo tego język niemiecki pozostał nadal jako obowiązujący w obsłudze pasażerów i w administracji spółki tramwajowej. Stan ten trwał do 1935.
W latach 1925–1926 wybudowano nowy odcinek trasy tramwajowej o długości 787 metrów. Przebiegał on ulicą Zamkową i Partyzantów (Blichową) przez plac Żwirki i Wigury (wówczas Wyzwolenia), na którym powstała najdłuższa w Bielsku 90-metrowa mijanka. Przełożenie ruchu tramwajowego z dotychczasowej trasy ul. Pastornak (obecnie 1 Maja) nastąpiło 2 maja 1926. W tym samym roku władze spółki doszły do wniosku, że dalsze rozwijanie trakcji szynowej nie ma uzasadnienia z przyczyn ekonomicznych.

### Okres okupacji hitlerowskiej
Podczas II wojny światowej w Bielsku nadal funkcjonowała komunikacja tramwajowa. Początkowo, do listopada 1940, tramwaje kursowały na skróconej linii, ponieważ wycofujące się oddziały polskie wysadziły w centrum miasta (pl. Chrobrego i ulica 3 Maja) tunel kolejowy, uniemożliwiając dojazd tramwaju do dworca kolejowego. W warunkach okupacji niemieckiej komunikacja tramwajowa w Bielsku cieszyła się dużym powodzeniem wśród pasażerów – w 1940 przekroczono przedwojenną frekwencję przewozową, by w 1941 osiągnąć 3 miliony pasażerów.

### Wyzwolenie i wizje planu sześcioletniego

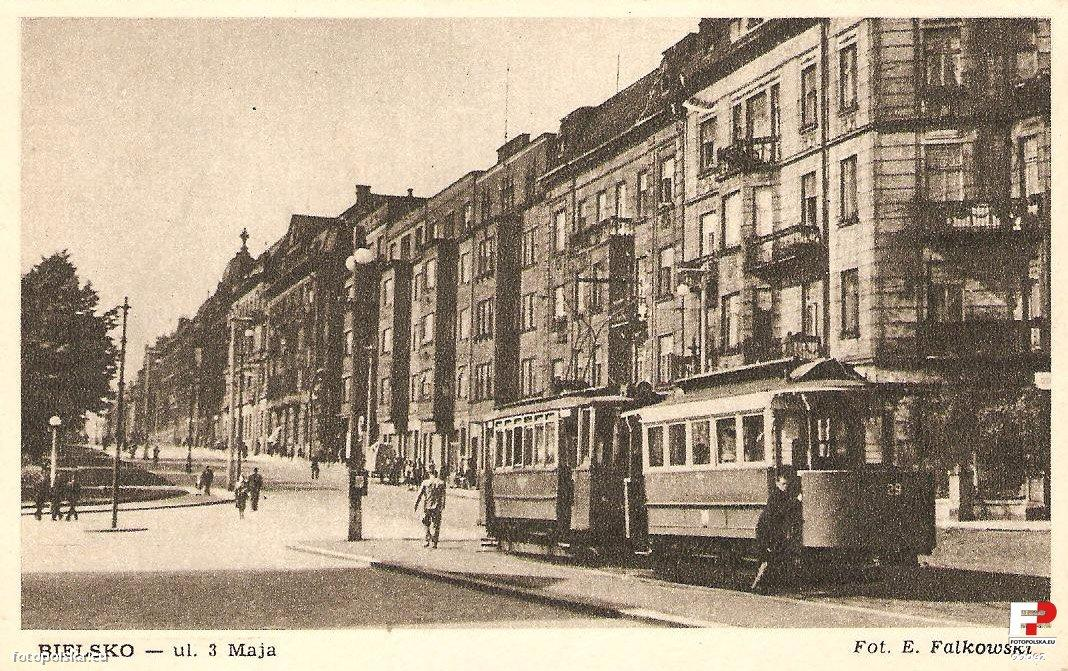
Skład tramwajów na ul. 3 Maja, 1950

Walki o Bielsko nie spowodowały większych strat w trakcji tramwajowej. Tabor przetrwał nieuszkodzony w zajezdniach i remizach. 27 lutego 1945 pierwszy powojenny tramwaj wyruszył na trasę: Dworzec Kolejowy – Cygański Las. Wprowadzono też nazwę firmy – Bielska Kolej Elektryczna.
W 1949, w ramach wchodzącego w realizację 6-letniego planu budowy gospodarki socjalistycznej w Polsce Ludowej, powstał wielki plan rozbudowy bielskiej trakcji tramwajowej. Projektowano linie: Aleksandrowice-Dworzec, Aleksandrowice-Straconka, a także pod Szyndzielnię i do Szczyrku. Ostatecznie zrealizowano tylko plany budowy pierwszej linii.

### Otwarcie linii nr 2
Kamień węgielny pod nową trasę tramwajową położono w lipcu 1950. Trasę o długości 2,6 km, jednotorową, z jedną mijanką i końcową pętlą na Hulance (pierwszą tego typu w Bielsku), zbudowano głównie dzięki czynom społecznym tysięcy bielszczan. Uroczyste otwarcie linii tramwajowej nr 2 nastąpiło 22 lipca 1951. Została ona wyposażona w 6 przystanków, a cały przejazd trwał 16 minut. Linię nr 2 zaprojektowano niezwykle przewidująco, bowiem w latach 50. i 60. wzdłuż ul. Piastowskiej powstało 6 nowych osiedli robotniczych, tzw. ZOR-ów.

### Kryzys i likwidacja bielskich tramwajów

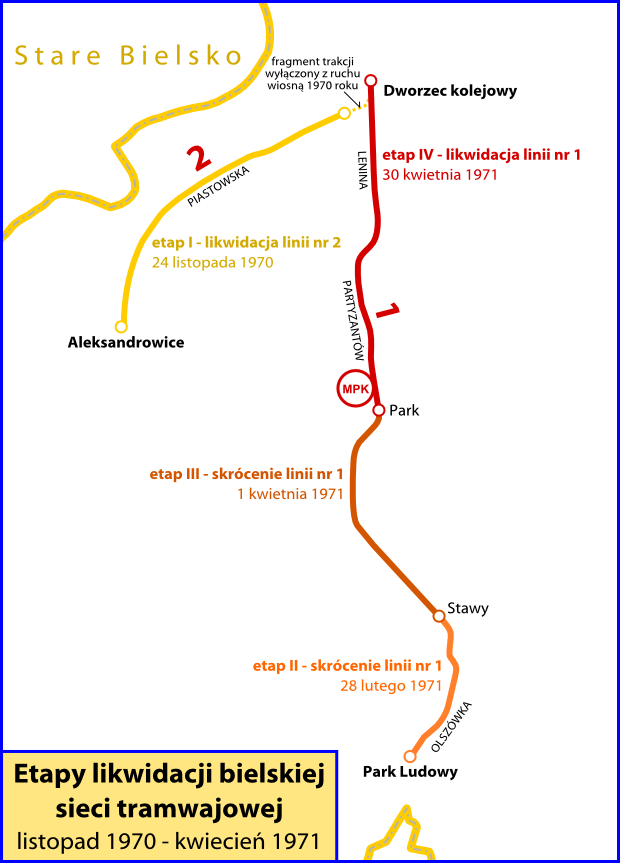
Etapy likwidacji bielskiej sieci tramwajowej

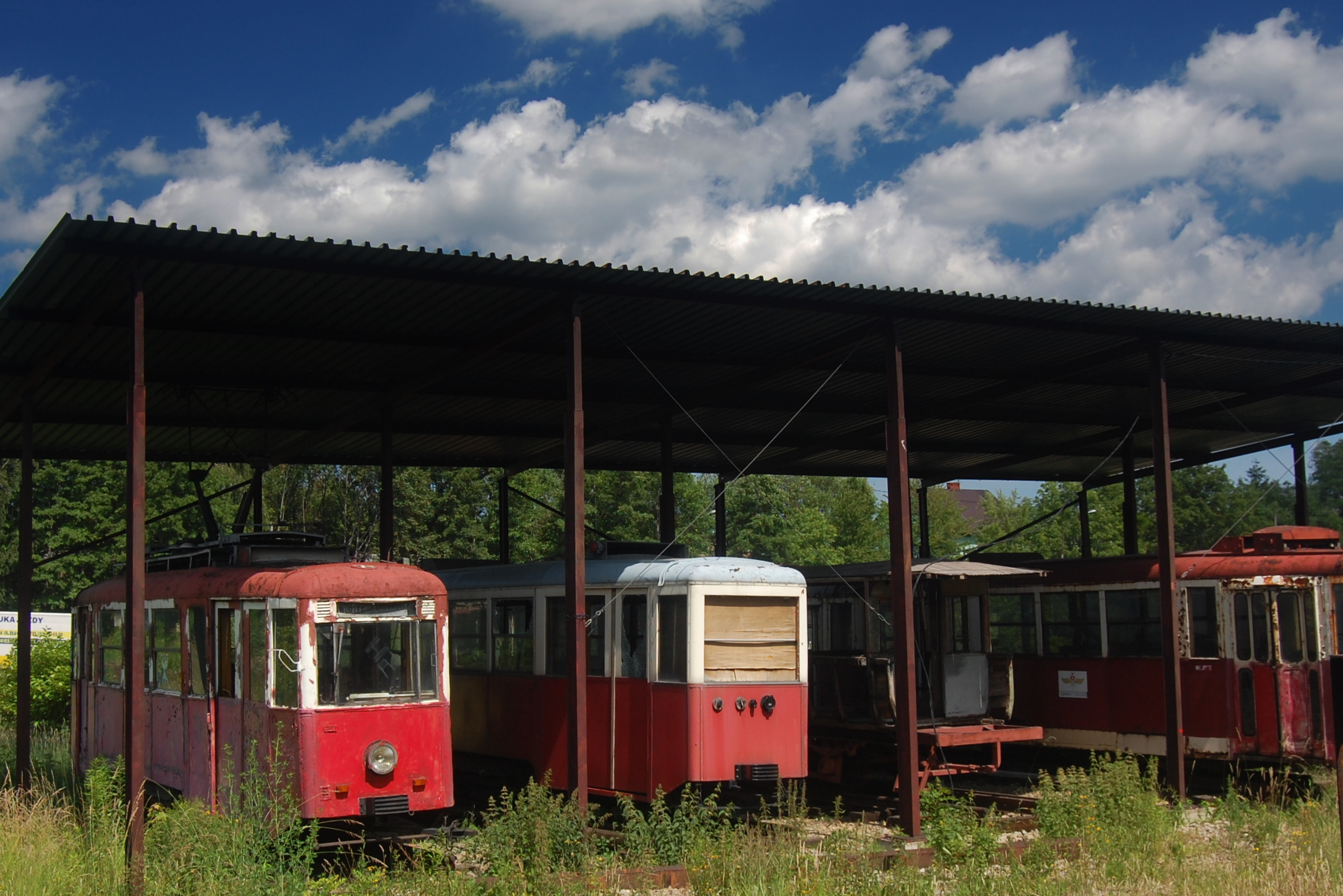
Wagony tramwajowe w zajezdni MZK (2009)

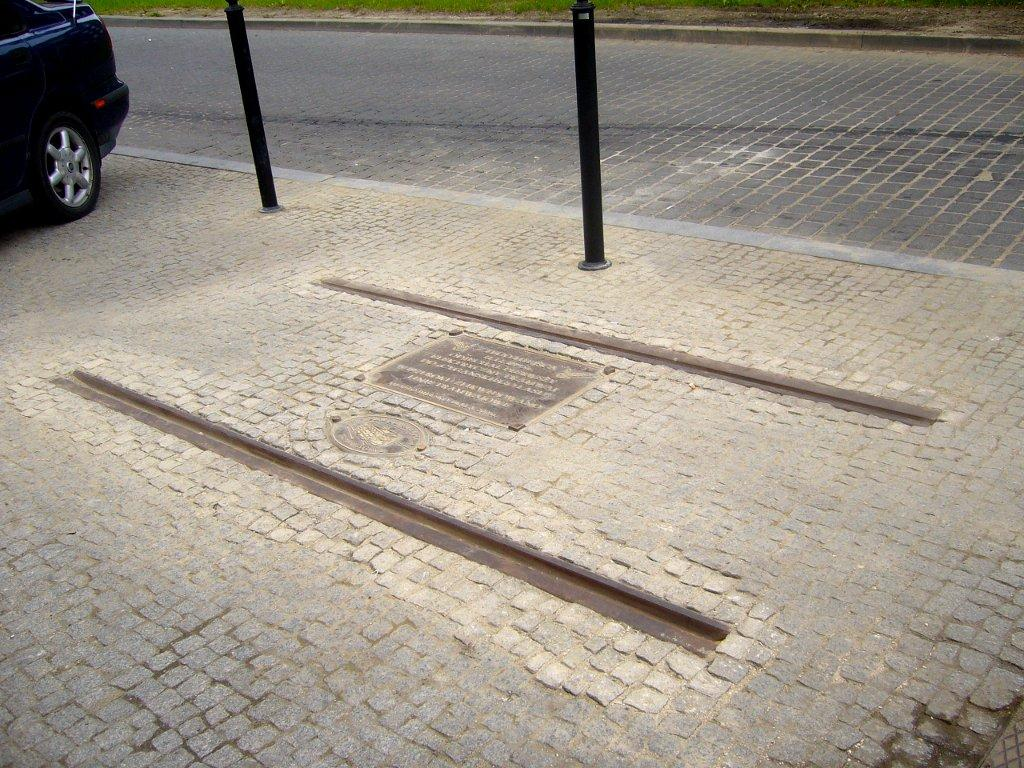
Fragment torowiska tramwajowego z tablicą pamiątkową przed dworcem Bielsko-Biała Główna

Pod koniec lat 60. dalsze istnienie trakcji tramwajowej w Bielsku-Białej stanęło pod znakiem zapytania – wówczas w wielu miastach polskich przystąpiono do likwidacji linii tramwajowych. Ogromnie wzrósł ruch samochodowy w centrum miasta, a komunikacja tramwajowa osiągnęła maksimum swych możliwości przewozowych. Specjaliści z Warszawy wykonali wówczas ekspertyzę mówiącą, że sieć tramwajowa wymaga gruntownej modernizacji, która według wyliczeń miała być droższa niż zastąpienie tramwajów przez autobusy. Formalna decyzja likwidacji trakcji tramwajowej zapadła na sesji MRN 16 września 1970.
Pomimo licznych protestów bielszczan, jako pierwsza zakończyła swoje istnienie linia nr 2, co nastąpiło 25 listopada 1970, od 1 maja 1971 funkcjonowały już wyłącznie autobusy komunikacji miejskiej. Linię nr 2 zastąpiła autobusowa K (Aleksandrowice – Partyzantów – 1 Maja – Aleksandrowice) z wariantem K bis (ZOR II – Dworzec), przedłużona po likwidacji linii nr 1 do Parku Ludowego.
Po likwidacji sieci tramwajowej trakcja autobusowa MPK została znacznie rozbudowana, w oparciu o otrzymane z Łodzi 35 autobusów marki Ikarus w zamian za przekazane wozy tramwajowe.

## Linie
Stan z 1970 r.
| Linia | Trasa |
| ----- | --- |
|       | Dworzec kolejowy – 3 Maja – Zamkowa – pl. Żwirki i Wigury – Partyzantów – Kustronia – Olszówka – Cygański Las |
|       | Dworzec kolejowy – Piastowska – Aleksandrowice (Hulanka)                                                      |

W latach 1895–1926 linia nr 1 kursowała na trasie Dworzec kolejowy – 3 Maja – Zamkowa – 1 Maja – pl. Mickiewicza – Partyzantów – Kustronia – Olszówka – Cygański Las
Uwaga: w opisie linii podano obecne nazwy ulic, poniżej przegląd zmian ich nazewnictwa:
- 1 Maja: do 1918 – Pastornak; 1918–1939 i 1945–1946 – Piłsudskiego; 1939–1945 – Goebbelsa; od 1946 – obecna nazwa
- 3 Maja: do 1918 – cesarza Franciszka Józefa; 1918–1939, 1945–1950 i od 1990 – obecna nazwa; 1939–1945 – Hitlera; 1951–1990 – Lenina
- Partyzantów: do 1935 i 1939–1945 – Blichowa; 1935–1939 i 1945–1946 – Grażyńskiego; od 1946 – obecna nazwa
- Plac Mickiewicza: do 1928 i 1939–1945 – pl. Blichowy; 1928–1939 i 1945–1950 – pl. Narutowicza; 1951–1990 – pl. Obrońców Pokoju; od 1990 obecna nazwa
- Plac Żwirki i Wigury: do 1918 – pl. Josephy'ego; 1918–1932 – pl. Wyzwolenia; 1932–1939 i od 1945 – obecna nazwa; 1939–1945 – pl. Goethego
- Zamkowa: do 1918 i 1939–1945 – Przekop Zamkowy; 1918–1939 i od 1945 – obecna nazwa